# صموئيل فيندلاي كلارك
صموئيل فيندلاي كلارك هو عسكري كندي، ولد في 1909 في وينيبيغ في كندا، وتوفي في 1998.